# Wumboko
Pour les articles homonymes, voir Bamboko.
Le wumboko (ou bamboko, bambuku, bomboko, bumboko, mboko, womboko) est une langue bantoue parlée au Cameroun dans la région du Sud-Ouest, le département du Fako, l'arrondissement de Buéa , également dans le département du Meme et l'arrondissement de Kumba.
Avec 4 000 locuteurs en 2000, c'est une langue en danger (statut 6b).